# ری مک‌آنالی
ری مک‌آنالی (به انگلیسی: Ray McAnally) (زادهٔ ۳۰ مارس ۱۹۲۶ – درگذشته ۱۵ ژوئن ۱۹۸۹) بازیگر ایرلندی بود.
از فیلم‌های او می‌توان به ارواح والا، تافین، جک قاتل، به دنبال جنگ شیشه‌ای، سیسیلی‌ها و بلای سفید اشاره کرد.